# Joseph de Tonquédec
Joseph de Tonquédec, S.J. (Morlaix,  27 de dezembro de 1868 — Paris, 22 de novembro de 1962), foi um padre jesuíta,  exorcista, teólogo e filósofo francês.

## Biografia
Tonquédec ingressou na Companhia de Jesus, recebeu seu título de doutor em filosofia em 1899 e seu doutorado em teologia em 1905. Foi professor de filosofia no Colégio St. Grégoire, Tours, de 1899 a 1901. Por muitos anos editou a revista Études. De 1924 a 1962 foi o exorcista oficial da Diocese de Paris. O padre Gabriele Amorth, em seu livro sobre exorcismo, menciona o padre Tonquédec como um "famoso exorcista francês".
Sua biografia é mal conhecida, mas como teólogo e filósofo Tonquédec tornou-se notório como um fiel seguidor do neotomismo e principalmente por protagonizar, a partir do início da década de 1910, a crítica à teoria da imanência de Maurice Blondel e ao valor que ele dava ao conhecimento, empregando argumentos da escola intelectualista-tomista, originando uma polêmica que se estendeu até a década de 1950. Segundo Luis Fernando Valdés, essas controvérsias desencadearam muita repercussão, especialmente nos meios neoescolásticos, e sua atividade marcou o rumo da interpretação neoescolástica das obras de Blondel, influenciando outros autores. "Por sua grande e continuada controvérsia com o autor de L'Action, Tonquedéc foi considerado por alguns como o autor que fez a crítica mais virulenta jamais lançada contra os escritos de Blondel". Também foi um crítico de Henri Bergson e de Édouard Le Roy. Além disso, o padre também fez uma exegese da filosofia de Tomás de Aquino, sobretudo nos campos da teoria do conhecimento e da filosofia da natureza. Deixou uma obra variada, abordando filosofia, teologia, psiquiatria, política e literatura. Sua produção, especialmente a filosófica e teológica, foi analisada e comentada por numerosos autores.

## Alguns trabalhos
- G. K. Chesterton, ses idées et son caractère, Nouvelle Librairie nationale, Paris, 1920, 118 p.
- L'œuvre de Paul Claudel, éditions Beauchesne, 1927.
- La critique de la connaissance, éditions Beauchesne, Paris, 1929.
- Philosophie bergsonienne, éditions Beauchesne, 1936.
- Les maladies nerveuses ou mentales et les manifestations diaboliques, Paris, éditions Beauchesne, 1938.
- Introduction à l'étude du Merveilleux et du Miracle, éditions Beauchesne, Paris, 1938 (Predefinição:3e)
- Léonce de Grandmaison et Joseph de Tonquedec, La Théosophie et l'Anthroposophie, éditions Beauchesne 1938
- Une philosophie existentielle, L'Existence d'après Karl Jaspers, éditions Beauchesne 1945
- Questions de Cosmologie et de Physique chez Aristote et Saint Thomas, Paris Librairie Philosophique J.Vrin 1950
- La philosophie de la nature, éditions P. Lethielleux, 1956